# Ozodicera carrerella
Ozodicera carrerella är en tvåvingeart som beskrevs av Alexander 1956. Ozodicera carrerella ingår i släktet Ozodicera och familjen storharkrankar. Inga underarter finns listade i Catalogue of Life.